# Snow Hills
Snow Hills är en kulle i Antarktis. Den ligger i Sydorkneyöarna. Argentina och Storbritannien gör anspråk på området. Toppen på Snow Hills är 240 meter över havet. Snow Hills ligger på ön Signy.
Terrängen runt Snow Hills är huvudsakligen kuperad, men åt sydost är den platt. Trakten är obefolkad. Det finns inga samhällen i närheten. 